# Gyöngyösfalu
Gyöngyösfalu est un village de Hongrie, situé dans le département de Vas. Lors du recensement de 2001, il y avait 1 095 habitants.
Le céiste Tibor Tatai, champion olympique et du monde, y est né en 1944.